# Gawilghur
Gawilghur (anche Gawilgarh o Gawilgad) era una roccaforte montana fortificata appartenente all'impero Maratha e situata a nord dell'altopiano del Deccan, nelle vicinanze della riserva di tigri di Melghat, nel distretto di Amravati appartenente allo stato indiano del Maharashtra. Fu assaltata con successo dalle forze anglo-indiane comandate dal Arthur Wellesley il 15 dicembre 1803 durante la seconda guerra anglo-maratha. Nella cultura popolare, la campagna per prendere Gawilghur è conosciuta poiché costituisce l'ambientazione del romanzo Assalto alla fortezza di Bernard Cornwell, il terzo di una trilogia di libri che descrivono le avventure dell'eroe Richard Sharpe appartenente all'armata britannica stanziata in India durante il periodo dell'età napoleonica.

## Storia
Il forte prende il nome dalle Gawli (mandrie di mucche) che abitavano la provincia di Berar (l'odierna divisione di Amravati) per secoli. Prima il forte era probabilmente fatto solo di fango come lo erano parecchi luoghi della regione. L'esatta data di costruzione non è conosciuta ma lo storico persiano, Firishta, testimonia che Ahmed Shah Wali, il nono re della dinastia di Berar costruì Gawilghur quando era accampato a Ellichpur nel 1425. Probabilmente questa fu la data in cui la fortificazione principale fu realizzata.
Nel 1803 durante la seconda guerra anglo-maratha il forte fu assediato da Arthur Wellesley (poi duca di Wellington). Dopo due tentativi falliti di attacco alla porta principale da parte delle compagnie inglesi e sepoy, e dopo molte perdite, il capitano Campbell guidò la 94ª Brigata Scozzese (compagnia di fanteria leggera) attraverso fossato che divide i forti interni da quelli esterni fino a raggiungere il forte interno dopo una scalata. Gli scozzesi poi sfondarono nel corpo di guardia settentrionale e aprirono le tante porte d'ingresso, permettendo alle forze britanniche rimanenti di entrare. Gli inglesi ebbero poche perdite nell'assalto finale (circa 150). La fortezza fu restituita ai maratha dopo aver fatto pace con gli inglesi, ma poi la fortificazione fu abbandonata.

## Caratteristiche principali
Il forte ha parecchie iscrizioni in persiano riportanti la data di costruzione di ognuna delle sue sette porte. Possiede due cisterne d'acqua (Devtalav e Khantalav), le quali sarebbero state la fonte idrica principale nel caso in cui il forte fosse stato assediato. All'interno del forte le rovine di una moschea sono le più evidenti. Questa si trova sul punto più alto del forte interno ed è stata costruita nello stile architettonico Pathan. La moschea ha una tettoia quadrata con un intricato sistema di tralicci in pietra e una facciata con sette archi. La moschea originariamente aveva due minareti, solo uno di essi è rimasto intatto fino a oggi.
Gafur Ahmed che fu in passato jaglia (proprietario) del forte Narnala, provò a determinare se le camere costruite nel forte avessero qualche particolare utilizzo introducendovi 20 pecore all'interno. Una delle pecore saltò fuori a Gawilghur, che è lontana più di 20 miglia. Così fu stabilito che vi fosse un sistema di tunnel sotterranei che collegano i due forti.
Ci sono parecchi squarci nelle mura aperti dai cannoni inglesi e non più riparati, che sono rimasti fino a oggi. Il celebre cannone conosciuto per aver ucciso cinque attaccanti con un solo colpo si trova ancora lì, sebbene ora sia rovinato dai graffiti che si estendono per tutta la lunghezza della canna.

## Immagini del forte

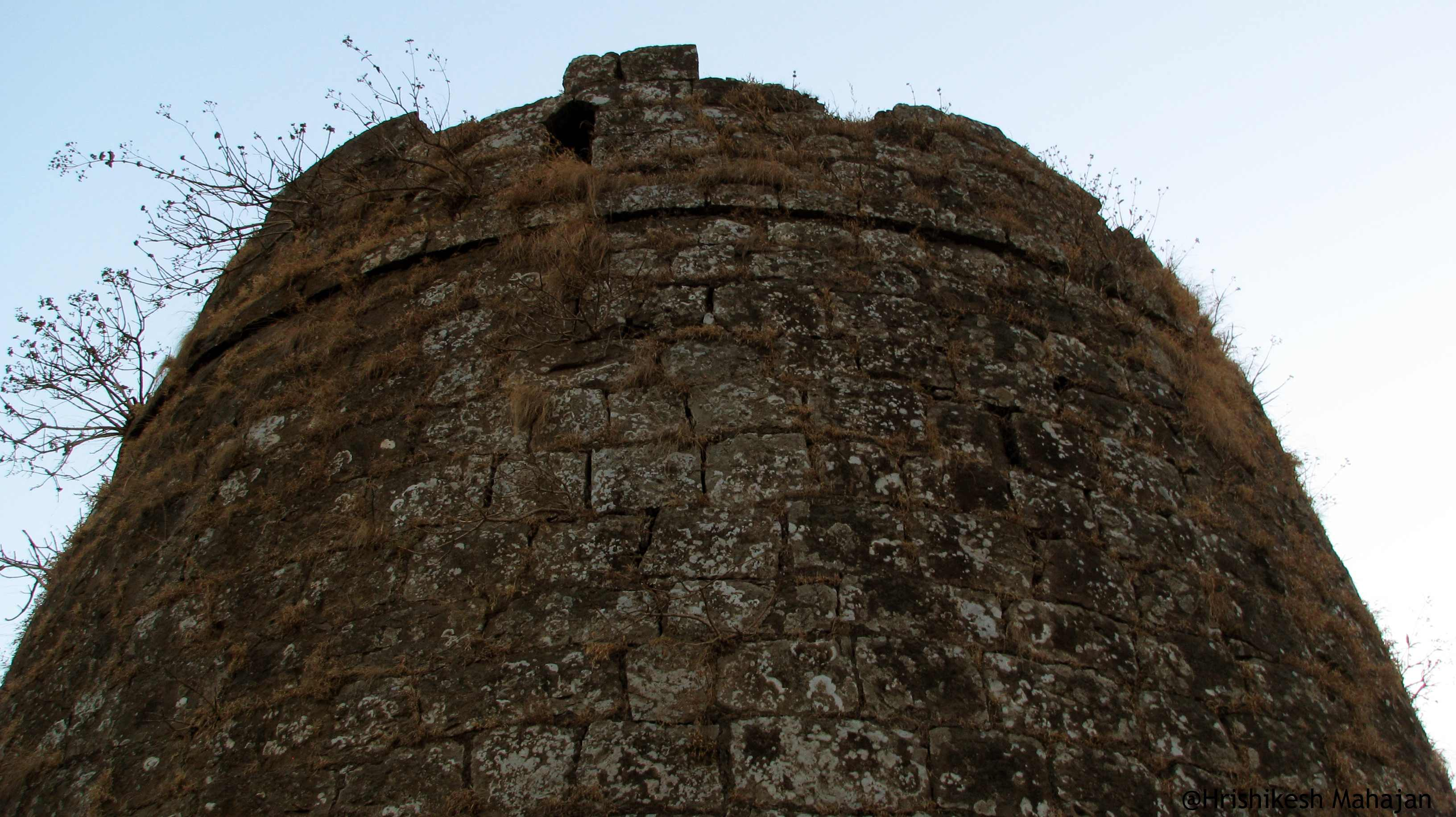
Torre di osservazione del forte di Gawilghur (Buruj)
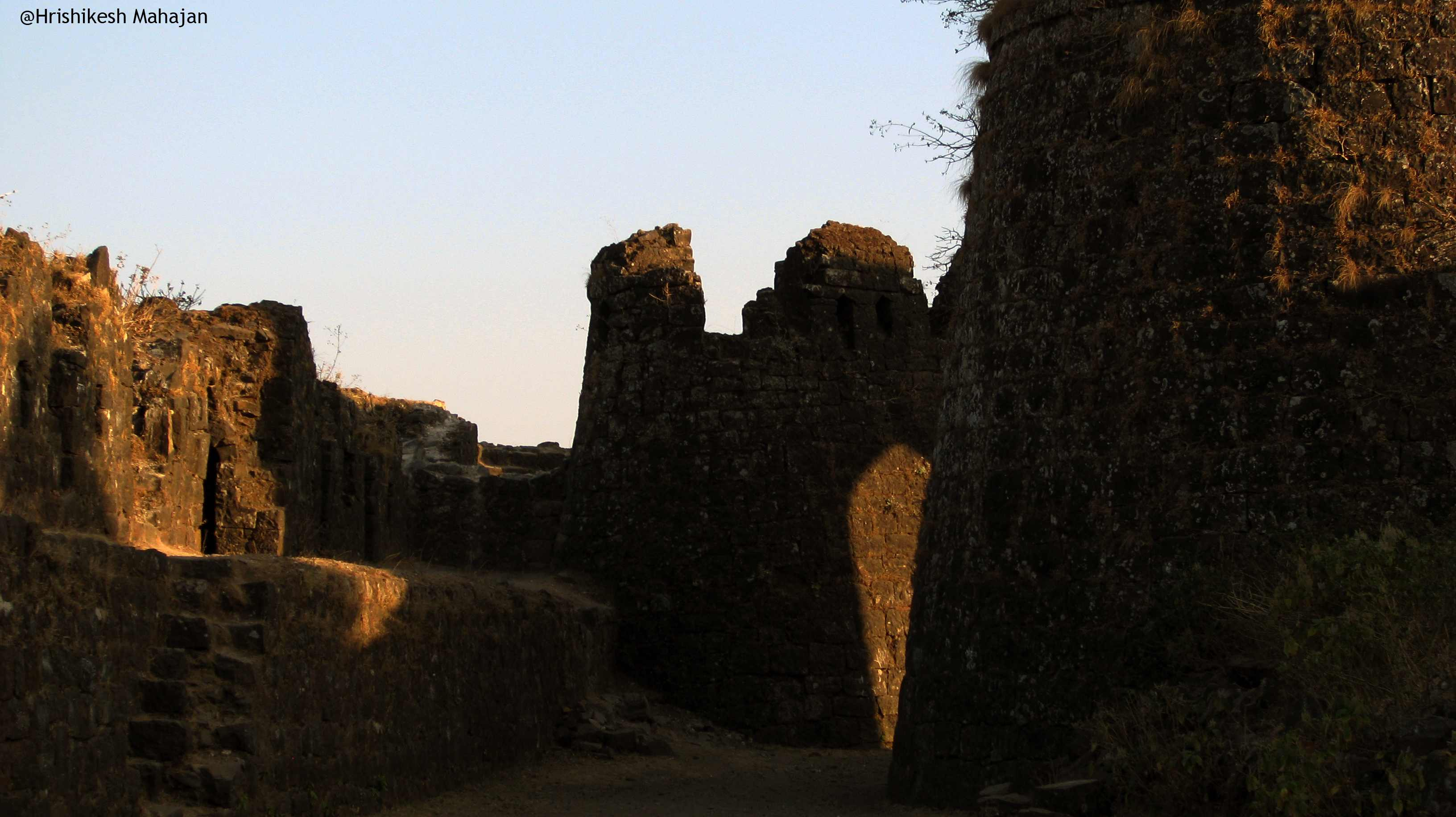
Mura del forte di Gawilghur
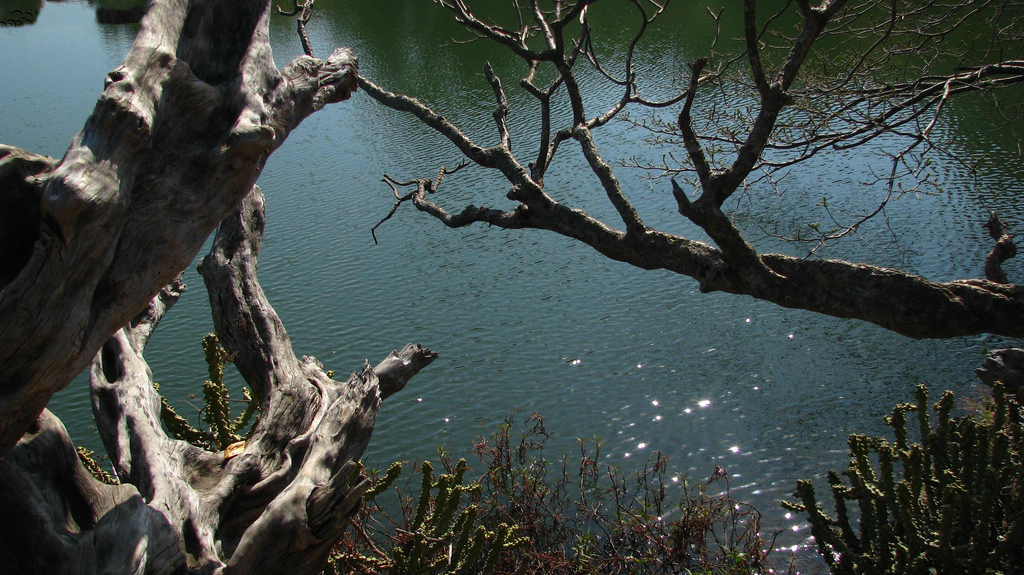
Lago all'interno del forte di Gawilghur